# Wassila Ben Ammar

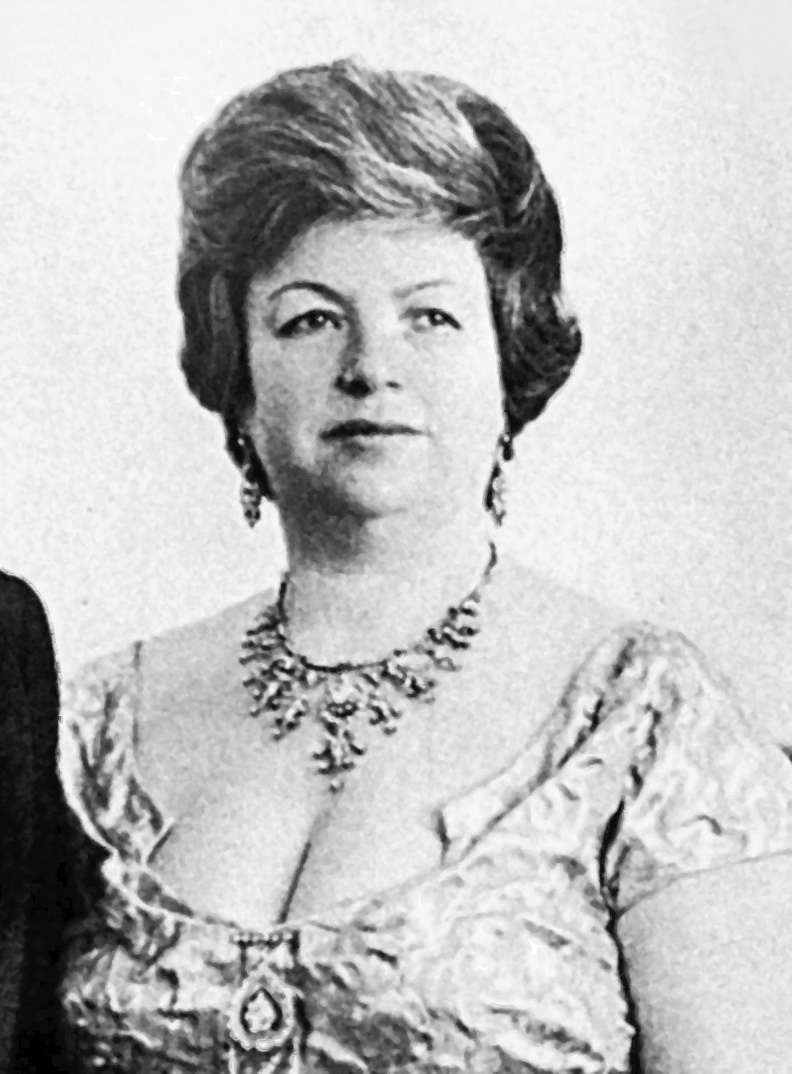
Wassila Bourguiba (1962)

Wassila Ben Ammar (arabisch وسيلة بنت محمد بن عمار, DMG Wasīla bint Muḥammad bin ʿAmmār; * 22. April 1912 in Béja; † 22. Juni 1999 in La Marsa) war die zweite Ehefrau des tunesischen Präsidenten Habib Bourguiba und die First Lady Tunesiens von 1962 bis 1986. 

## Leben
Habib Bourguiba heiratete Wassila am 12. April 1962, nachdem seine erste Ehe, mit Mathilde Lorain, am 21. Juli 1961 geschieden worden war. Wassila stammte aus einer einflussreichen tunesischen Familie und war die Tante von Tarak Ben Ammar. Im Laufe der Zeit erlangte Wassila Ben Ammar großen politischen Einfluss, als der kranke und alternde Präsident Habib Bourguiba ihr mehr und mehr Verantwortung in Staatsangelegenheiten überließ. Ihren Einfluss nutzte Wassila Ben Ammar beispielsweise, um Jassir Arafat und dem Hauptquartier der PLO in Tunis Zuflucht zu gewähren, nachdem diese 1982 Beirut verlassen mussten.
Habib Bourguiba verkündete die Scheidung von Wassila Ben Ammar am 11. August 1986, während sich seine Frau in den USA aufhielt. Wassila Ben Ammar ließ sich daraufhin in Paris nieder. Nachdem ihr geschiedener Mann 1987 als tunesischer Präsident abgesetzt wurde, kehrte Wassila Ben Ammar 1988 nach Tunesien zurück. Danach übte sie keinerlei politischen Einfluss mehr aus.